# ビッグ・シングス
ビッグ・シングス(Big Things)とはオーストラリアの各地にある巨大な建造物や彫刻の集合であるが、その関連性はゆるやかなものである。ビッグ・シングスが設置された場所はオーストラリア全体で150ヵ所以上あると推計されており、その嚆矢となったアデレードのメディンディーにある巨大スコットランド人は1963年に建てられたものである。
ビッグ・シングスは一種のカルト的な人気を博し、車で長旅をするときの目的地にさえなっている。アーティストのレグ・モンバッサによれば、これらのモニュメントは（近代になってオーストラリアに移住してきた人々にとって）歴史的な建造物であることに間違いなく、それがゆえに大きな人気を集めているのである。
多くがフォークアートの一種とみなされ、遺産登録がされている。なかでもビッグ・パイナップルはクイーンズランド州によって高い評価を受け、話題を呼んだ。

## ビッグ・シングスの一覧

### オーストラリア首都特別地域
| 名称                         | 場所       | 設置 | 大きさ  | 備考 | 画像 |
| ---------------------------- | ---------- | ---- | ------- | --- | ---- |
| ジャイアント・マッシュルーム | ベルコネン | 1998 | 8m x 4m | ベルコネンの生鮮食料品店にある巨大マッシュルームは子どもの遊び場の屋根になっている。1998年にA.C.Tの州首相が正式に工事をスタートさせ完成にいたる |      |

### ニューサウスウェールズ州
| 名称                     | 場所                     | 設置  | 大きさ     | 備考 | 画像 |
| ------------------------ | ------------------------ | ----- | ---------- | --- | ---- |
| 巨大アリ                 | ブロークンヒル           | 1980  |            | アーティストのプロ・ハートがデザインした巨大アリは1980年に建設されたもので、元はスティーヴンス・クリーク・ホテルにあったが、1990年にブロークンヒルに寄贈され、市の観光案内所の隣に移された |      |
| 巨大りんご               | バトロウ                 |       |            | |      |
| 巨大りんご               | イエリンブール           |       |            | ヒューム・ハイウェイそばにある |      |
| 巨大アボカド             | ドゥランバ               |       |            | トロピカル･フルーツ･ワールドに設置されている |      |
| 巨大おの                 | キュー                   | 1979  | 8m         | 観光案内所そばに設置されている。アリの被害により2002年にオリジナルの巨大おのは移設された |      |
| 巨大エアーズロック       | カルーア                 | 1990  |            | 厳密に言えば（モデルのほうがはるかに大きいため）「ビッグ」ではないが、ロック･レストランは路傍のアートとしてこのオブジェをゆるやかな「ビッグ・シングス」の仲間にふくめている。ウルルの40分の1のスケールで、かつてのテーマパーク「レーランド・ブラザーズ・ワールド」のアトラクションだった                                                               |      |
| 巨大バナナ               | コフスハーバー           | 1964  | 13m x 5m   | オーストラリア最初の「ビッグ・シングス」と呼ばれることもある。巨大バナナは総合的な観光施設で、バナナをテーマにした土産物屋やインドアスキー場などが併設され、まわりの農園をツアーすることもできる |      |
| 巨大ビール缶             | コーバー                 | 1990  | 5m x 2.5m  | デザインはビールのトゥーイーズニューで、グランド・ホテルのエントランスの上に設置されている |      |
| 巨大ベンチ               | ブロークンヒル           |       |            | 2002年9月に「景観と遠景」展の一環として大きさ2.5倍の公園のベンチが市の中心部にあるライン･オブ･ロード鉱山に建設された。 |      |
| 巨大ブルー・ヒーラー     | マスウェルブロック       | 2001  | 高さ2m     | クーラーボックスの犬として有名 |      |
| 巨大びん                 | マングローブ・マウンテン |       |            | 同じものはハンウッドにもある |      |
| 巨大ボウル               | レイク・キャシー         |       |            | ポート･マッコリーそばのレイク・キャシーにある世界最大のボウリングのボウル |      |
| 巨大雄牛                 | ウォーカプ               |       | 14m x 21m  | 撤去済 |      |
| 巨大バナナの房           | コフスハーバー           |       |            | もともとソーテルにあったが、パシフィックハイウェイが町のバイパス道路となったときに移設され、コフスハーバーの南に置かれた |      |
| 巨大自転車               | チュロラ                 | 1997  | 9m x 6m    | ジョン･リドリー、アンディ・ルギズ、フィリップ・ベッカーによって建てられ、チュルラのゴミ処理場に飾られた |      |
| 巨大チーズ               | ボダラ                   |       |            | |      |
| 巨大サクランボ           | ヤング                   |       | 2m x 4m    | |      |
| 巨大ニワトリ             | ムーンビ                 | 1970s | 2m x 4m    | |      |
| 巨大ニワトリ             | マウントバーノン         |       | 4m x 4m    | |      |
| 巨大花                   | オウリンバ               |       |            | |      |
| 巨大砂金すくい           | バサースト               | 1979  | 5m x 3m    | |      |
| 巨大ゴールデンギター     | タムワース               | 1988  | 12m x 4m   | 地元のカントリーミュージックフェスティバルでカントリーミュージックアワードの受賞者に送られるトロフィーをモデルにしている |      |
| 巨大ナイト               | ノックロウ               |       |            | ナッツをテーマにした遊園地である「マカデミアン・キャッスル」の入り口に設置されている |      |
| 巨大ラム                 | ガイラ                   | 1988  |            | ニューイングランドのラム肉とじゃがいもをPRするために町と地域住民が協力して建設した。子羊がじゃがいもの苗のうえに立っている |      |
| 巨大メリノ               | ゴウルバーン             | 1985  | 15m x 18m  | 1994年にハイウェイが巨大なメリノ種を迂回して建設され、ゴールバーンの観光客の数は減少した。2007年5月26日、地元で「ランボー」と呼ばれていたこのオブジェは低床貨物車でヒューム・ハイウェイそばに新たに移された |      |
| 巨大鉱山用ランプ         | リスゴー                 |       |            | |      |
| 巨大モスキート           | ヘクサム                 | 1993  |            | ヘックサム・ボウリング・クラブの「オージー・ザ・モージー」（蚊のオージー）は地元のヘクサム・グレイという蚊をモデルにしている |      |
| 巨大マレーコッド         | タカムウォル             | 1967  | 2m x 7m    | マレーコッドはオーストラリアの淡水魚 |      |
| 巨大オレンジ             | テンターフィールド       |       |            | |      |
| 巨大カキ                 | タリー                   |       | 12m x 4m   | |      |
| 巨大ギター               | ナランデラ               | 1991  | 6m x 2m    | 演奏できる世界最大のギター |      |
| 巨大ポテト               | ロバートソン             |       |            | ロバートソンの農場主たちが建設したコンクリート製のじゃがいも |      |
| 巨大うんち               | キアマ                   | 2002  | 1m x 5m    | シドニーウォーター社がこの地域の廃水を再利用しないと決定したことに抗議するため地元住民によって建てられた。発泡体で出来ており、2003年4月29日にイアン・コーエンが完成を発表した |      |
| 巨大エビ                 | バリナ                   | 1989  | 6m x 9m    | |      |
| 巨大ルービック・キューブ | マルブラ                 | 2008  |            | 南緯33度56分47秒 東経151度15分29秒 / 南緯33.946349度 東経151.257975度 |      |
| 巨大スラーピー           | コフスハーバー           |       |            | スラーピーは炭酸飲料をシャーベット状にしたジュース |      |
| 巨大兵士                 | ユララ                   |       |            | 軍事博物館正面に設置されている |      |
| 巨大スパイダー           | ウラナ                   | 2009  |            | 巨大スパイダー (作者によって「ノット・ソー・イッシイ」（ちっちゃくないっしー）と名づけられた)は近郊の住人であるアンドリュー・ホワイトヘッドの作品。このスパイダーは地元のフットボールクラブを記念しており、長年にわたってザ・スパイダーとして知られていた。洗濯おけからホットドッグ製のマフラーまで幅広い素材で出来ている。                            |      |
| 世界最大の日時計         | シングルトン             | 1987  |            | 200周年記念の品としてレミントン炭鉱から贈られた。世界でもこれ以上大きい日時計はまれであるが、南半球に限れば最大である |      |
| 巨大テニスラケット       | バレラン                 | 2009  | 13.8 m     | バレランで育ったイボンヌ・グーラゴングを讃えて建設された。彼女は2009年10月3日の除幕式に参加している |      |
| 巨大マス                 | アダミナビー             | 1973  | 10 m x 3 m | アンディ・ロムニツィが設計した巨大マスは、スノーウィー・マウンテンズのユーカンビーン湖にほど近いアダミナビーの街にある。このマスは鉄骨フレームと繊維ガラスでつくられた |      |
| 巨大マス                 | オベロン                 |       |            | [ 12 ] |      |
| 巨大風車                 | コフスハーバー           | 1972  |            | 巨大風車は1972年に建設が始まったにもかかわらず、フランツ・ド・ケバーが1974年に亡くなったため、完成は1982年を待たねばならなかった。ハンス・エイセンが土地を購入するまで作業は進まなかったのである。さらに巨大風車は所有者が変わり、その後マーク・テイラーとジョディ・テイラーによって運営されている。ここには41部屋をそなえたモーテルとレストランがある |      |
| 巨大ワインボトル         | ポコルビン               | 1998  | 7m x 1.5m  | ハンターバレー・ガーデンにあり、ボトルネックはなかの暖炉のための煙突になっている |      |
| 巨大ワイン樽             | マークォン               |       | 8m x 6m    | コンステレーション・スタンレーワイン醸造所にある |      |

### 北部特別地域
| 名称                         | 場所                 | 設置 | 大きさ   | 備考                                             | 画像 |
| ---------------------------- | -------------------- | ---- | -------- | ------------------------------------------------ | ---- |
| 巨大ボクシング・クロコダイル | ハンプティー・ドゥー |      | 8m x 8m  |                                                  |      |
| 巨大追いむち                 | アカシア             |      | 7m x 10m |                                                  |      |
| 巨大スタビー                 | ラリーマ             |      |          | スタビーはオーストラリアに流通するビール瓶の種類 |      |

### クイーンズランド
| 名称                           | 場所                                      | 設置 | 大きさ                | 備考 | 画像 |
| ------------------------------ | ----------------------------------------- | ---- | --------------------- | --- | ---- |
| 巨大りんご                     | サリンバ                                  |      | 4m x 3m               | |      |
| 巨大りんご                     | アカシア・リッジ                          |      |                       | 1102 ビューデザート・ロード |      |
| 巨大バナナ                     | マッカイ                                  |      |                       | |      |
| 巨大たる                       | バンダバーグ                              |      |                       | |      |
| 巨大バラマンディ               | ノーマントン                              |      | 6m x 2m               | |      |
| 巨大バラマンディ               | デインツリー                              |      | 6m x 2m               | バラマンディはアカメ科の魚 |      |
| 巨大ブロルガ                   | タウンズビル                              |      |                       | ブロルガは日本ではオウシュウヅルの名で呼ばれる |      |
| 巨大雄牛                       | ロックハンプトン                          |      |                       | |      |
| 巨大ケイントード               | サリナ                                    |      |                       | ケイントードはオオヒキガエルの一種 |      |
| 巨大キャプテン・クック         | ケアンズ                                  |      | 7m x 2m               | |      |
| 巨大カソワリー                 | ミッション・ビーチ                        |      | 5m x 5m               | カソワリーとはヒクイドリのこと |      |
| 巨大雌牛                       | ヤンディナ                                |      | 6m x 10m              | |      |
| 巨大カニ                       | カードウェル                              |      |                       | |      |
| 巨大カニ                       | ミリアム・ベール                          |      |                       | |      |
| 巨大クロコダイル               | デインツリー                              |      |                       | |      |
| 巨大クロコダイル               | ノーマントン                              | 1996 | 8.63m                 | これまで仕留められたなかでも最大級のイリエワニに作者が受けた印象をそのまま作品にしている。その「サヴァンナ王クリス」は1957年にクリスティーナ・パウロフスキーによってノーマントンの土手で射止められた                                                  |      |
| 巨大ジュゴン                   | ロックハンプトン                          |      |                       | |      |
| 巨大ダイナソー                 | バランディーン                            |      |                       | |      |
| 巨大イーゼル                   | エメラルド                                | 1999 | 面積7m x 10m、高さ25m | モートンパークのカプリコーン・ハイウェイそばにある |      |
| 巨大ゴルフボール               | ブロードビーチ                            |      |                       | |      |
| 巨大ゴールデン・ガンブーツ     | タリー                                    | 2003 | 8m x 6m               | |      |
| 巨大ガン                       | アンダーウッド                            |      |                       | 二階建ての果物店の屋上に設置された155mm口径の野砲である。この砲台は店舗と事務所が1970年代に建てられる前から、この場所にあったくず鉄置き場に運び込まれていた                                                                                           |      |
| 巨大ハードロック・ギター       | サーファーズ・パラダイス                  |      | 10m x 3m              | |      |
| 巨大マカデミア･ナッツ          | ナンボー                                  |      | 5m x 10m              | |      |
| 巨大マンダリン                 | マンダベラ                                |      | 11m x 15m             | |      |
| 巨大マンゴー                   | ボーエン                                  | 2002 | 12m x 8m              | |      |
| 巨大マーリン                   | ケアンズ                                  |      | 8m x 2m               | マーリンはマカジキの一種 |      |
| 巨大メリノ                     | ブラッコール                              |      |                       | |      |
| 巨大炭鉱夫                     | ルビーヴェール                            |      |                       | ボビーダズラー炭鉱の正面に位置する。2012年5月に左手が失われた |      |
| 巨大芝刈り機                   | ビアーワ                                  |      |                       | |      |
| 巨大ネッド・ケリー             | メアリーバラ                              |      | 8m x 2m               | 巨大ネッド･ケリーは、ネッド･ケリー・モーテルとガソリンスタンドの正面に立っている |      |
| 巨大オレンジ                   | ゲインダー                                |      |                       | |      |
| 巨大オレンジ                   | ロックヤー・ヴァレー                      |      |                       | レイク・クラレンドン・ウェイとクローリー・ベール・ロードの角に位置している |      |
| 巨大ペーパークリップ           | ブリスベンのイースト・エンド              |      | 3m x 2m               | |      |
| 巨大ピーナッツ                 | トルガ                                    |      |                       | |      |
| 巨大ペリカン                   | ノーサビル                                |      |                       | ノーサ川近郊の草原で電動式の浮きに据え付けられている |      |
| 巨大つるはしとシャベルとふるい | サファイア                                |      |                       | ブルー･ジェム・ストア・ヴァン・パーク前にある |      |
| 巨大パイ                       | ヤタラ                                    |      | 直径4.5m              | ドライブスルー式のパイ専門店「ヤタラ・パイズ」の駐車場脇にある10Mのポールのうえに設置されている |      |
| 巨大パイナップル               | ギンピー                                  | 1971 | 16m                   | かつてブルース・ハイウェイのガソリンスタンド隣にあったが、この場所は再開発の対象となり2008年に取り壊された |      |
| 巨大パイナップル               | ウームバイ                                | 1971 | 16m x 6m              | |      |
| 巨大パンプキン                 | ビューデザート                            |      |                       | |      |
| 巨大レッド･エレファント        | ロックヤー・ヴァレー                      |      |                       | |      |
| 巨大セアカゴケグモ             | エイト・マイル・プレインズ （ブリスベン） | 1996 | 3m x 3m               | |      |
| 巨大トラクター                 | ローマ                                    |      | 全長30m               | この土地で石油を掘っていたことにちなむ観光名所 |      |
| 巨大ラム・ボトル               | バンダバーグ                              |      | 6m x 1m               | |      |
| 巨大サファイア                 | アナキー                                  |      |                       | 2012年5月に閉鎖されたビッグサファイア・ジェムフィールド・インフォーメーションセンターの前にあった |      |
| 巨大サファイア・リング         | サファイア                                |      |                       | |      |
| ソーセージ・キング             | トゥーンバのセンテナリー・ハイツ          |      |                       | ソーセージ・キングはセンテナリー・ハイツの精肉店グレイズ・モダン・ミート・マートの屋根に腰かけている。2010年に盗難にあい、店から10kgのソーセージとラジオ局トリプルＭから500ドルの懸賞金が出された。地元の採石場から発見されたのは11ヶ月後のことだった |      |
| 巨大貝殻                       | テウェンティン                            |      | 3m x 1m               | |      |
| 巨大靴                         | チャームサイド                            |      |                       | ギンピー・ロードの一画にあるカーショップの屋根に置かれた巨大な靴 |      |
| 巨大スパナ                     | サファイア                                |      |                       | |      |
| 巨大スタビー                   | テウェンティン                            |      | 9m x 4m               | 撤去済 |      |
| 巨大鯨                         | キンカ・ビーチ                            |      |                       | |      |

### 南オーストラリア州
| 名称                                 | 場所                 | 設置 | 大きさ          | 備考 | 画像 |
| ------------------------------------ | -------------------- | ---- | --------------- | --- | ---- |
| オーストラリアン・ファーマー         | ウディナ             | 2008 | 8m              | 初めて企画されてから公開までに17年の時を要した、オーストラリアン・ファーマー（巨大農夫の名でも知られる）は南オーストラリア州ウディナの街にある。アーティストのマリヤン・ベキッチとその息子デイヴィッドが2007年から2年かけて彫刻した作品である。この地に植民が始まったころの農夫を表現しており、高さはおよそ8メートル、地元の御影石およそ70トンから彫りだしている |      |
| 巨大チャーチ・ブロック・ワインボトル | マクラーレン・ベール | 2010 | 10m             | 「我らが芸術作品」と名づけられた巨大チャーチブロック・ワインボトルは高さ10メートルのチャーチブロック・ワイン、ウィラ・ウィラのボトルを模した作品である。メルボルンのサウスバンクで2010年3月に開催されたメルボルン・フードアンドワイン・フェスティバルに向けて建造された。巨大なボトルは2010年3月14日から19日までメルボルンに設置され、2010年4月からマクラーレン・ベールにあるウィラ・ウィラのブドウ園にあらためて置かれることになった。5つのパーツから出来ており、鉄骨フレームに金網を巻いてつくられている。この金網を、リサイクル品であるコルクが完全に覆い尽くしているのがこのモニュメントである。パーツをつなぎとめる索にするため、1個1個のコルクに穴が開けられ、ゴムひもが通されている |      |
| 巨大サイコロ                         | バリア・ハイウェイ   |      |                 | 巨大サイコロは小さなピラミッド状に積まれた6個のコンクリートブロックから出来ている。ユンタとマナ・ヒルにはさまれた、ちょうどバリア・ハイウェイを出てすぐのところにある |      |
| 巨大ガラー                           | キンバ               | 1993 | 8m x 2.5m       | キンバの「ハーフウェイ・アクロス・オーストラリア・ツァーリスト・ショップ」にある巨大ガラー（モモイロインコ）はロバート・ベニングが鉄骨フレームに繊維ガラスを重ねてつくった作品で、1993年に公開された。この地方でよく目にするガラーをモデルにしており、高さ8メートル、幅2.5メートル、重さはおよそ2.3トンある |      |
| 巨大カンガルー                       | ボーダー・ヴィレッジ | 1986 | 5m x 2m         | ルーイ2世としても知られる巨大カンガルーは南オーストラリア州のボーダー･ヴィレッジにあり、ちょうど西オーストラリア州との州境に設置されている。ビル・メッセラルによってデザインされ、鉄骨フレームにパルプと繊維ガラスをかねてつくられてたルーイには、ヨットレースのアメリカズカップのためパースに向かう旅行者を呼び込む目的があった |      |
| 巨大ロブスター                       | キングストン・SE     | 1979 | 17m x 15m x 13m | 地元では「ラリー」の名で知られている巨大ロブスターは、ポール・ケリーがデザインおよび制作を手がけた（彼は巨大スコッツマンのデザインも行ってる）。観光案内所やレストランに人を呼び込む手段として、鉄骨フレームと繊維ガラスを材料に6ヶ月かけてつくられた。この大きさは間違っており、本来の計画ではフィートであったところをケリーがメートルと勘違いしたのだと言われている |      |
| 炭鉱夫のマップ                       | カパンダ             | 1988 | 8m x 2m         | マップ・ケルノウや「コーンウォールの息子」とも呼ばれる、炭鉱夫のマップはかつてカパンダで働いたコーンウォール出身の炭鉱夫を表現している。街の南端にそびえる、ベン・ヴァン・ゼッテンが手がけたこの作品は、1988年6月5日に公開された。この像は2006年に火事のため壊れてしまったが、後に再建された |      |
| 巨大オリーブ                         | テーレム・ベンド     | 2009 | 11m             | 巨大オリーブはオリーブ加工工場と観光案内所に旅行客を呼び込む目玉として制作された。テーレムベンドからちょっと外れた場所にあり、緑と黒のオリーブからなる。高さ8メートル、重さ1トン。二つのオリーブはニューウェル・グループによって繊維ガラスからつくられ、2005年4月にこの街に設置された |      |
| 巨大オレンジ                         | ベリー               | 1980 | 15m x 12m       | 南オーストラリア州のリバーランドにある巨大オレンジは、アデレードを拠点に活動する建築家ジョン・トゥペニーがデザインを手がけた。鉄骨フレームをおおう繊維ガラスのパネルでつくられており、構造全体の重さはおよそ85トンに及ぶ。4階建てになっており、1階から土産物店、カフェ、地元の風景を描いた壁画スペース、展望台が各フロアを占めている |      |
| 巨大オイスター                       | セドゥナ             | 1992 |                 | 巨大ペリカンと同じく巨大オイスターも、地元の祭りであるオイスターフェストのパレードフロートとしてつくられた。レオン・ヴェールハウスが鉄筋コンクリートから制作した作品である。1994年にパレードの出し物となる役目を終えた |      |
| 巨大ペリカン                         | ロクストン           | 1992 |                 | もともと巨大ペリカンは1979年に地元のマルディグラに出すパレードフロートとしてつくられた。アデレードの祭りをはじめ幾度となくこの役目を果たしたパピエマシェのペリカンは、1992年に繊維ガラスを重ねて作り直された。その後はロクストン・キャラバン・パークに置かれた |      |
| 巨大ラム                             | カルーンダ           | 2003 | 2m x 3m         | カルーンダの巨大ラムは、この地域における養羊業の重要性を表している。カルーンダ開発局による推進を受け、レイルウェイローンズに置かれた巨大ラムの大きさは、高さ2メートル、全長3メートルのコンクリート製である |      |
| 巨大ロッキングホース                 | ガメラチャ           | 1981 | 18m x 17m       | 木製玩具工場と野生動物公園の複合施設の一部である、アデレード・ヒルズの巨大ロッキング・ホース（揺り木馬）は高さ18メートル以上、重さ25トン以上ある。デイヴィッド・マッキントッシュとジョン・トゥペニーがデザインし（後者は巨大オレンジのデザイナーでもある）、10万ドル以上の予算をかけ8ヶ月で制作された。鉄骨構造で展望台が三箇所ある |      |
| 巨大スコットランド人                 | メディンディー       | 1963 | 5m x 1m         | 巨大スコットランド人は「スコッティ」の愛称でも知られており、1963年に建造された（巨大バナナより1年早いことになる）。市街地であるメディンディーのメイン･ノース・ロードとノテージ・テラスの交差点にスコッティがいるモーテルがある。このモニュメントは、後に巨大ロブスターを制作するポール・ケリーによって制作された |      |
| 巨大ウィンチ                         | クーバーペディ       | 1986 | 8m x 5m         | 巨大ウィンチはクーバーペディのオパール採掘業に感謝の気持ちを表した作品である。クラウス・ワイリスが1970年代に制作したオリジナルの巨大ウィンチは1986年に破壊されたが、その直後に再建されている |      |
| 巨大ヤビー                           | クレイトン           | 1973 | 2m              | 1973年にヘンリー･ジョーンズによって制作された巨大ヤビー（ザリガニ）はマレー川に面したクレイトンの街にある。もともとはジョーンズの家族が経営する「ヤビー･シティー･レストラン」に置かれていた。その後レストランはオーナーが変わり、名前も「セイルズ・アト・クレイトン」に変わってメニューからヤビーが外されてからもコンクリート製のヤビーはそのままだった |      |

### タスマニア
| 名称                 | 場所             | 設置 | 大きさ  | 備考 | 画像 |
| -------------------- | ---------------- | ---- | ------- | --- | ---- |
| 巨大りんご           | スプレイトン     |      |         | |      |
| 巨大コーヒーポット   | デロレーヌ       |      |         | |      |
| 巨大ペンギン         | ペンギン         | 1975 | 3m x 1m | ペンギンの街でタウンシップが宣言されて100周年を記念するものとして繊維セメントで製作され、1975年10月25日に公開された |      |
| 巨大カモノハシ       | ラ・トローブ     |      |         | [ 42 ] |      |
| 巨大計算尺           | タスマニア大学   |      |         | 数学・物理学科に置かれている                                                                                        |      |
| 巨大スパッド         | ササフラス       |      |         | スパッド(spud)はジャガイモのこと                                                                                    |      |
| 巨大タスマニアデビル | モール・クリーク |      | 2m x 3m | |      |
| 巨大ウィケット       | ウエストブリー   |      | 3m x 8m | 大きな通りから少し外れたクリケットのピッチの前に置かれている                                                        |      |

### ビクトリア州
| 名称                 | 場所                     | 設置   | 大きさ    | 備考 | 画像 |
| -------------------- | ------------------------ | ------ | --------- | --- | ---- |
| 巨大アワビ           | レイバートン・ノース     |        |           | オーストラリアアワビ輸出局の構内にある5.3メートルの塔のうえに繊維ガラスでつくられたアワビの複製が設置されている。かつてはイルミネーションされ、ゆっくりと回転していたが、その後どちらもとりやめになった |      |
| 巨大りんご           | バッカス・マーシュ       |        |           | |      |
| 巨大チェリー         | グレンロワン             |        |           | 巨大チェリーの所有者は2009年以降にこのモニュメントを撤去している |      |
| 巨大タバコ           | チャーチヒル             |        |           | 街の名前の由来であるウィンストン・チャーチルのタバコを模している |      |
| 巨大うし             | ニューヘイブン           |        |           | |      |
| 巨大死んだ魚         | フィッシュ・クリーク     |        |           | 魚料理を出すパブの屋根に置かれている |      |
| 巨大ハッピーヘンズ   | メレディス               |        |           | 放し飼いの養鶏場のそばを走るミッドランド・ハイウェイの隣にある |      |
| 巨大イヌ             | フェアフィールド         |        |           | |      |
| 巨大コアラ           | カウズ                   |        |           | |      |
| ジャイアント・コアラ | ダッズウェルズ・ブリッジ | 1989   | 14m x 8m  | ジャイアント・コアラはストーエルから北西27キロメートルのダッズウェルズ・ブリッジという小さな街にある。巨大コアラは高さ14メートル、重さにして12トンある。鉄骨フレームで繊維ガラスとブロンズを併用している。1988年にベン・ヴァン・ゼットンが製作を依頼され、この作品をつくった。内部は土産物店と動物園になっている |      |
| 巨大マリー牛         | バーチップ               |        |           | マリー地方はオーストラリア有数の牛肉の生産地で、「fit as a Mallee bull」は身体が頑健なことを表すオーストラリア英語の俗語マリー牛という品種があるわけではない |      |
| 巨大マリー・ルート   | ウーエン                 |        |           | マリー・ルート（mallee root）はユーカリの根茎のこと |      |
| 巨大炭鉱夫           | バララット               | 2006年 |           | [ 45 ] |      |
| 巨大マーレーコッド   | スワンヒル               |        | 3m x 9m   | マーレーコッドはスズキ目の淡水魚。この巨大マーレーコッドは駅を出てすぐのところにあるLonely Planet et al. (2011). Lonely Planet Melbourne & Victoria. Lonely Planet |      |
| 巨大ネッド・ケリー   | グレンロワン             |        | 6m x 2m   | |      |
| 巨大農夫             | タイノン                 |        | 8m x 17m  | |      |
| 世界最大ののし棒     | ウォドンガ               |        |           | 「ヘンリーズ・ベーカリー」の屋根に設置されている |      |
| 巨大タバコ           | マートルフォード         |        |           | マートルフォード-ヤッカンダンダ間にあったタバコ工場が閉鎖され、すでに「巨大タバコ」としての塗装はされていない |      |
| 巨大イチゴ           | クーヌームー             |        | 2m x 4m   | |      |
| 巨大蛇口             | カウズ                   |        |           | |      |
| 巨大スイカ           | ワンターナ・サウス       |        |           | |      |
| 巨大波               | ニューヘブン             |        |           | |      |
| 巨大ワインボトル     | ラザーグレン             |        |           | |      |
| 巨大ウール・ベイル   | ハミルトン               |        | 3m x 12m  | ウール・ベイル（Wool Bales）は羊毛を梱包する袋のこと |      |
| ジャイアント・ワーム | ベース                   |        | 250m x 4m | |      |

### 西オーストラリア州
| 名称                         | 場所                             | 設置 | 大きさ           | 備考 | 画像 |
| ---------------------------- | -------------------------------- | ---- | ---------------- | --- | ---- |
| 巨大ボブテイル               | パース、カラムンダ               | 2012 | 9m x 1.3m        | ロマン・アントニュクによる練り土の彫刻作品。この地方に生息するゴアンナ（オオトカゲ）をモチーフにしている |      |
| ベル・ボレーの気圧計         | デンマーク                       | 1985 | 12.5メートル以上 | 実際に機能する水を使った気圧計としては世界最大であるとギネスブックにも載っている。ベル・ボレーがオランダで製作し、2007年に西オーストラリア州デンマークに寄贈した。この気圧計はモニュメントでもあり、作者の名を取って「ベル・ボレーの気圧計」と呼ばれている。デンマーク観光案内所のバロメーター・タワー内に設置されている |      |
| 巨大りんご                   | ドニーブルック                   |      | 7m x 4m          | |      |
| 巨大バナナ                   | カーナーボン                     |      | 6m x 1m          | |      |
| 巨大カメラ                   | メッカリング                     |      |                  | 35mmカメラを模しており、内部は写真の博物館になっている |      |
| コーナーの牛                 | ブランスウィック・ジャンクション | 1973 | 2m x 1.5m        | 「コーナーの牛」（Cow on the Corner)の名はクリケットのポジションの俗称（Cow Corner）のもじり。 デイジーと名づけられたこの牛は、地元のライオンズクラブがこの地の乳業の発展を祈念して設置した。コンクリートと鉄製 |      |
| 巨大クロコダイル             | ウィンダム                       | 1987 | 18m x 3m         | |      |
| 巨大オレンジ                 | ハーベイ                         |      | 直径2m           | |      |
| 巨大ラム                     | ワギン                           |      | 13m x 9m x 6m    | |      |
| リーウウィン・ウェイのクジラ | ユークラ                         |      | 10m x 3m         | |      |

## ポップ・カルチャー

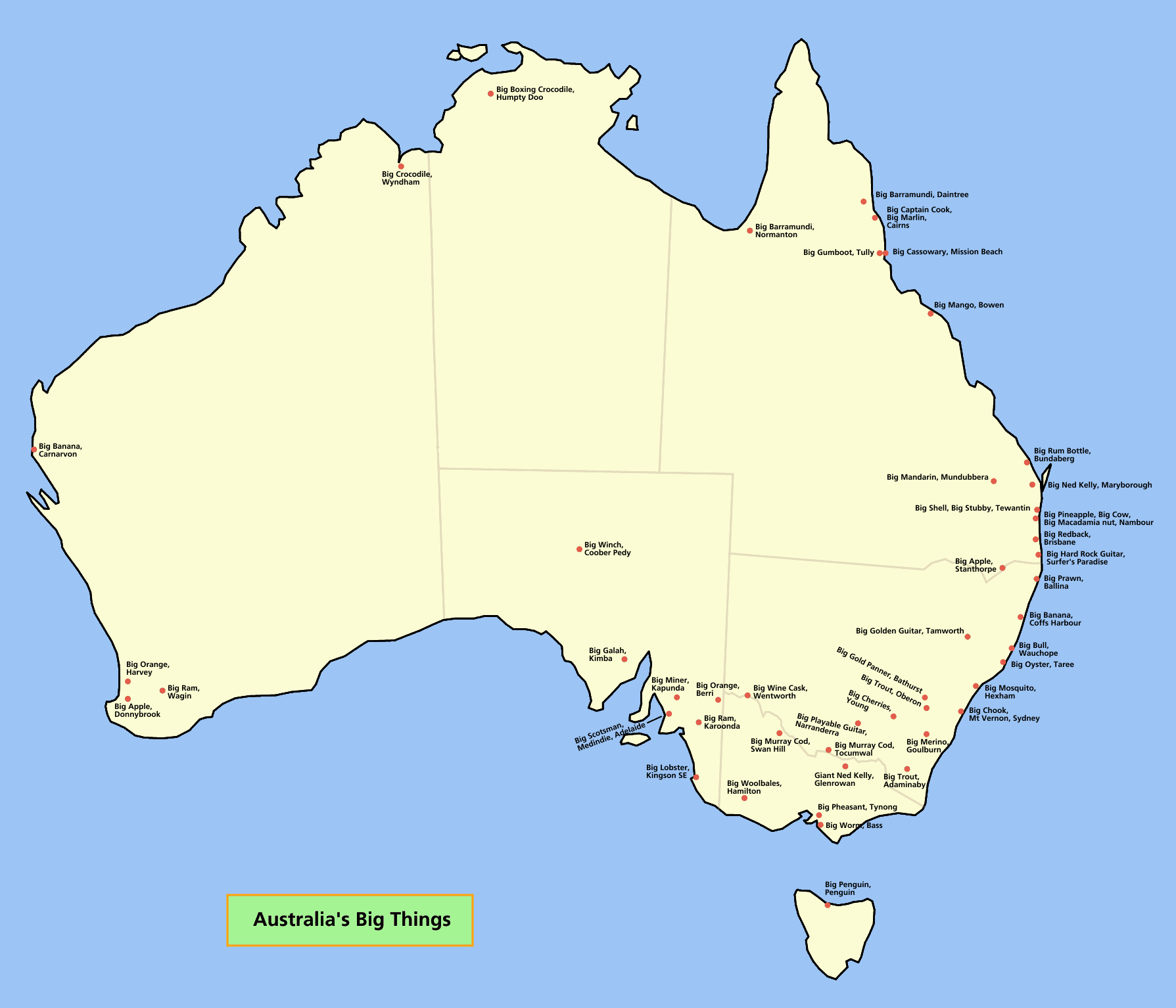
大陸に遍在するビッグ・シングス

- オーストラリア放送協会(ABC)は「ビッグ・ピクチャー」シリーズの一環で、「ビッグ・シングス」と題したドキュメンタリーを製作した“BIG THINGS (1991)”. 2014年11月3日閲覧。
- 2007年、オーストラリア郵便公社は最も有名な「ビッグ・シングス」を記念した50セント切手を発行した
  - コフスハーバーの巨大バナナ　
  - タムワースの巨大ゴールデン・ギター　
  - キングストン・SEの巨大ロブスター
  - ゴールバーンの巨大メリノ
  - ナンボーの巨大パイナップル[50]